# لوزهاو
لوزهاو (بالصينية: 泸州市 )‏ هي مدينة على مستوى محافظة، في جمهورية الصين الشعبية، تتبع سيتشوان، تبلغ مساحتها 11,246 كيلومتر مربع، رمزها البريدي هو 646000.

## مدن توأم
المدن التوأم:
- كيكيهار.

## التقسيمات الإدارية
- Jiangyang, Luzhou [الإنجليزية]‏
- Naxi, Luzhou [الإنجليزية]‏
- Longmatan, Luzhou [الإنجليزية]‏
- Lu County [الإنجليزية]‏
- Hejiang County [الإنجليزية]‏
- Xuyong County [الإنجليزية]‏
- Gulin County [الإنجليزية]‏.

## أعلام
- زو كاي